# Kemence, Pesta
Kemence  este un sat în districtul Szob, județul Pesta, Ungaria, având o populație de 1.041 de locuitori (2011). 

## Demografie
Componența etnică a satului Kemence
     Maghiari (99,46%)
     Români (0,54%)
Componența confesională a satului Kemence
     Fără religie (6,34%)
     Reformați (3,84%)
     Necunoscută (88,95%)
     Atei (0,86%)
     Alte religii (3,07%)
Conform recensământului din 2011, satul Kemence avea 1.041 de locuitori. Din punct de vedere etnic, majoritatea locuitorilor (99,46%) erau maghiari. Nu există o religie majoritară, locuitorii fiind persoane fără religie (6,34%) și reformați (3,84%). Pentru 88,95% din locuitori nu este cunoscută apartenența confesională.